# Нове Вонгри
Нове Вонгри (пол. Nowe Wągry) — село в Польщі, у гміні Рогув Бжезінського повіту Лодзинського воєводства.
Населення — 110 осіб (2011).
У 1975-1998 роках село належало до Скерневицького воєводства.

## Демографія
Демографічна структура станом на 31 березня 2011 року:
|          | Загалом | Допрацездатний вік | Працездатний вік | Постпрацездатний вік |
| -------- | ------- | ------------------ | ---------------- | -------------------- |
| Чоловіки | 59      | 9                  | 44               | 6                    |
| Жінки    | 51      | 5                  | 28               | 18                   |
| Разом    | 110     | 14                 | 72               | 24                   |